# Ballot

Ballot (Балло) — з 1905 року французький виробник автомобілів. Штаб-квартира розташована в місті Париж. У 1930 році компанію купує фірма Hispano-Suiza. У 1931 році компанія припинила виробництво автомобілів.

## Брати Балло. Заснування компанії
Брати Едуард і Ернест Моріс Балло були відомими автолюбителями в свій час, але більше їх знали як прекрасних мотористів, Едуард, наприклад, допомагав молодому Етторе Бугатті з його першим проектом для Peugeot, який відомий як Bebe Peugeot. У 1905 році Ернест Моріс відкриває свою справу — Ets Ballot, яке починає виробляти двигуни для катерів, і завдяки морській тематиці на логотипі фірми з'явився якір.
Крім ДВЗ для морського транспорту фірма стала поставляти мотори і автомобільним компаніям, таким як Delage, Delaugère, Corre і Barre, в 1911 році брати перейменовують фірму в Etablissements Ballot SA. З початком війни фірма починає виробляти авіаційні мотори, продовжує випускати їх для морського транспорту, а також насоси, генератори та інші необхідні для воєнного часу пристосування, завдяки військовим замовленням фірма багатіла, і влітку 1918 року, передбачаючи швидкий кінець війни брати вирішують зайнятися випуском автомобілів, і не простих, а спортивних.

## Початок виробництва автомобілів

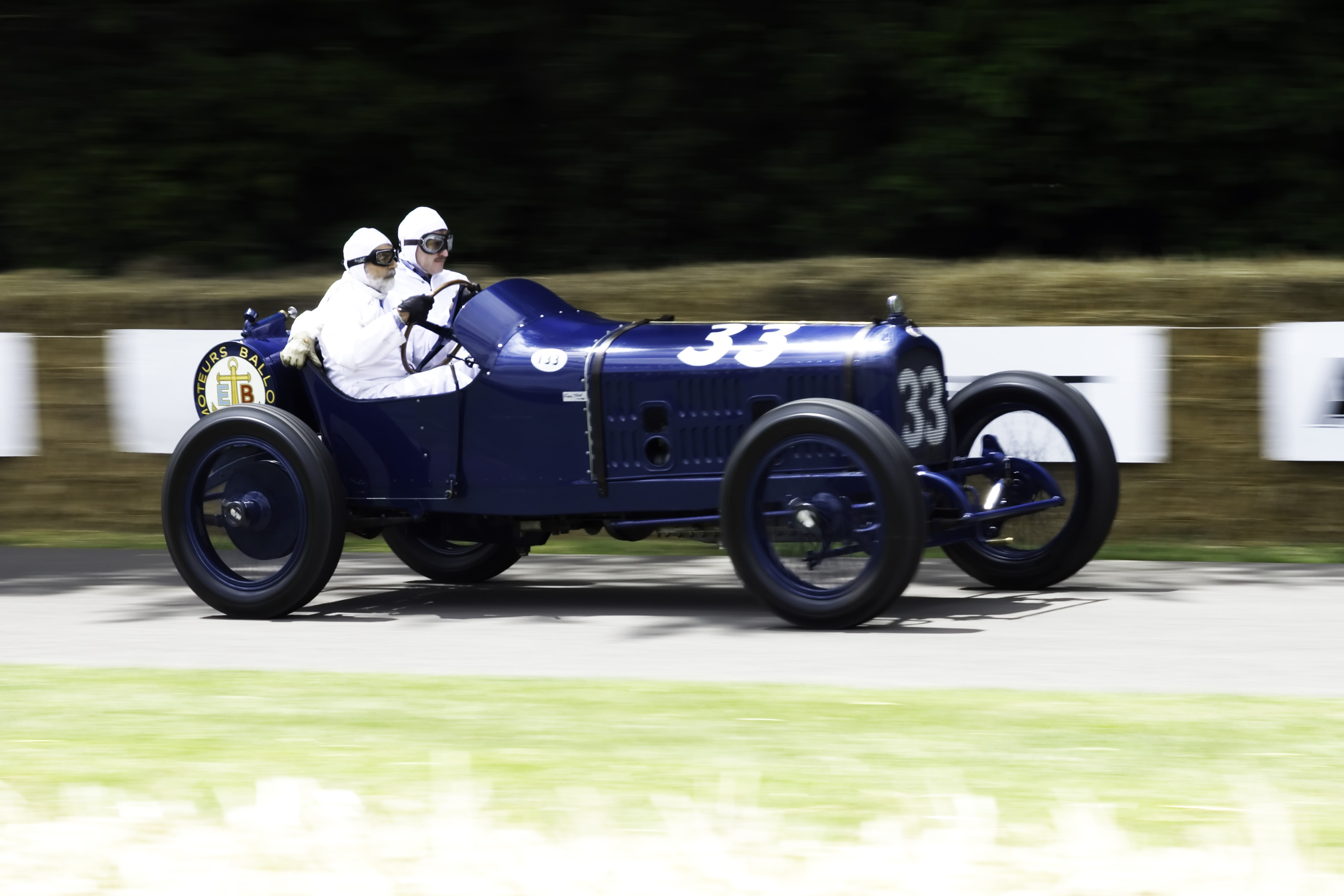
Ballot Indy

Брати дізналися, що в 1919 році відбудуться перші повоєнні змагання в США — Інді 500. Для створення автомобіля залучається швейцарський інженер Ернест Анрі, який прославився тим, що створив переможця Інді 500 1912 року — Peugeot Grand Prix з двома верхніми розподільчими валами. Через сто один день після початку робіт над проектом було побудовано чотири спортивних автомобіля, в основу яких лягли шасі довоєнного Bebe Peugeot, проектувати який допомагав Едуард Балло, на них встановили спроектований Анрі рядний 8-циліндровий двигун, об'ємом 4.8 л і потужністю 140 сил, у цього мотора також було два верхніх розподілвала, як на гоночному «Пежо».
Серед гонщиків, яким судилося виступати за честь марки, був ветеран гонок — Рене Тома, крім нього за кермом машин повинні були сидіти Луї Вагнер, Поль Бабло і Альбер Гійо. Після прибуття в на трасу Інді 500 під час тестів Тома ставить рекорд — 167,5 км/год, побивши рекорд майже на 10 км/год, однак випробування показують, що передавальне відношення редуктора не підходить до овальної траси Інді 500, нові редуктори не встигнуть прибути на місце, тому було вирішено встановити колеса меншого діаметра. У ході перегонів у Вагнера відвалюється колесо, через що йому доводиться знятися з перегонів, а Бабло здійснює аварію, Гійо приходить четвертий в загальному заліку, а ветеран Тома — всього-лише 11, а гонку виграла інша французька машина — Peugeot, за кермом якої сидів американець Худі Вілкокс.
У листопаді 1919 року проходить і Тарга Флоріо в Італії, траса «Поліцці», протяжністю 107 км, була прокладена в горах, на цій трасі був і сніг, і сльота, і видимість обмежували низькі хмари, в цих перегонах дебютував Енцо Феррарі, що виступав на CMN (Costruzioni Meccaniche Nazionali), фаворитами перегонів вважалися Рене Тома на «Балло» і молодий француз Андре Булла, що виступав за команду «Пежо». Однак на одному з серпантинів Тома розбиває свою машину, залишаючи Булла перемогу. Але буквально за кілька метрів до фінішу машину Булла розвертає на 180 градусів, молодий гонщик не розгубився, увімкнув задній хід і таким чином фінішував. Ернест Балло, побоюючись, що екіпаж конкурентів можуть дискваліфікувати за такий маневр, біжить до Булла і вмовляє його розвернутися, повернутися на трасу і перетнути лінію фінішу як треба. У підсумку перше місце присудили французу Булла.

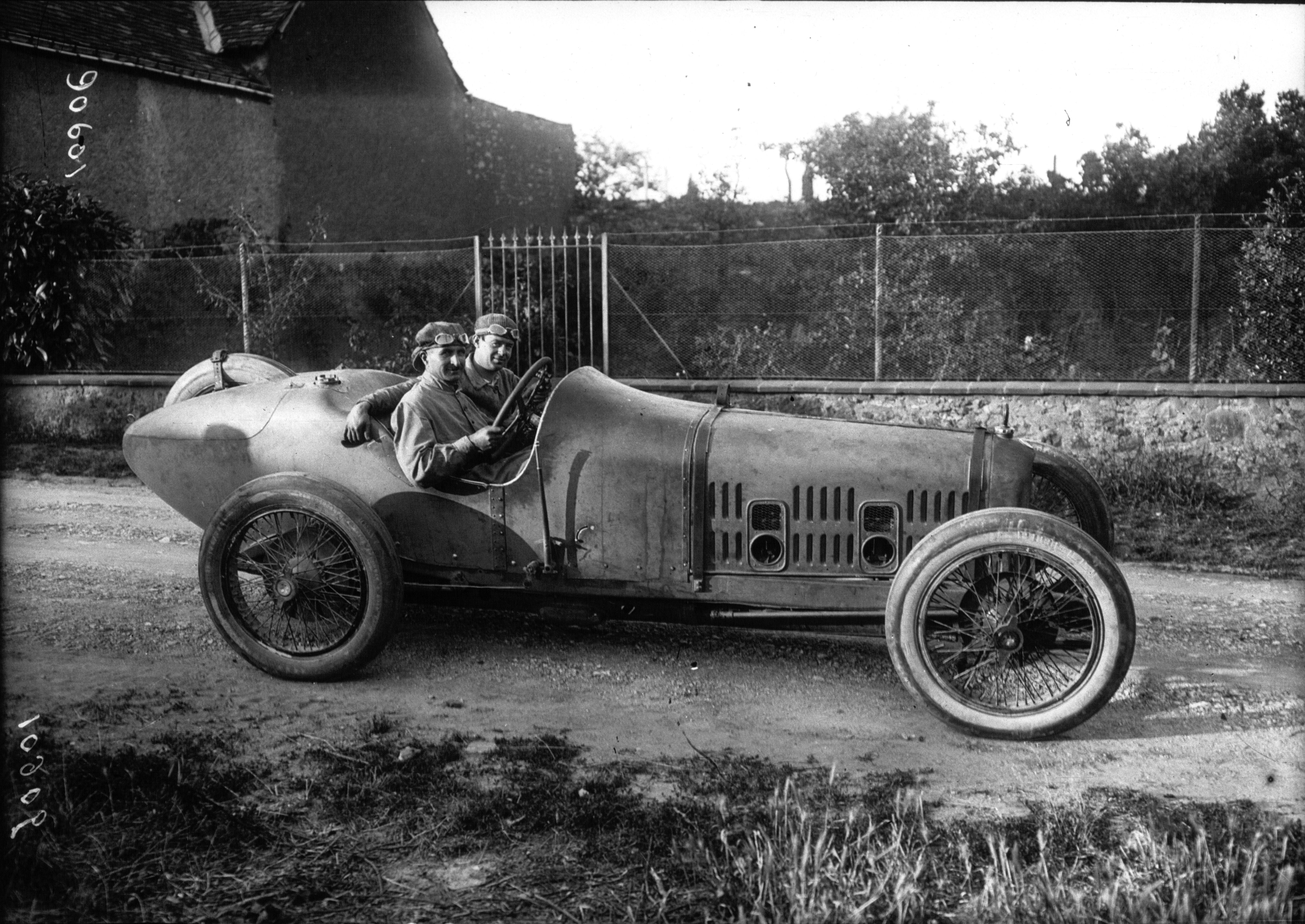
Ballot 3L/C

Тим часом на новий сезон 1920 року змінюється регламент гонок Інді 500, тепер максимально допустимий об'єм мотора дорівнював 3 літрам. Анрі береться за побудову нового 3-літрового мотора, він також має 8 циліндрів в ряд, два верхніх розподілвала, але цього разу по 4 клапани на циліндр (DOHC-32v). Новий мотор розвивав 107 к.с., що дозволяло легкій (900 кг) машині розвивати швидкість в 180 км/год.
Але й цього разу не вдалося завоювати першого місця, Рене Тома приходить до фінішу другим, практично відразу за Луї Шевроле, який виступав на автомобілі власної фірми — Frontenac (фірма була американською, носила ім'я графа Луї де Бюад де Фронтенака, губернатора Нової Франції, нині Канади), Ральф Де Пальма прийшов до фінішу 5, а Жан Шассань — сьомим.
У 1921 році проходять гонки в Ле-Мані, на машинах цієї марки виступають Ральф Де Пальма, Жан Шассань, Луї Вагнер і Жюль Гукс, в суперниках значаться автомобілі концерну Sunbeam-Talbot-Darracq, французькі Mathis і, вперше в Європі, автомобілі Duesenberg. Шассань лідирував до шостого кола, коли камінь пробив йому бак, і йому довелося закінчити гонку. Лідером стає Гійо на «Дюзенберг», але на 20 колі він пробиває колесо своєї машини, механік міняє колесо, але він був настільки виснажений, що у нього не вистачає сил запустити машину, тоді один з глядачів, старий автогонщик Артур Дюре, перестрибує через перила, заводить машину і, відштовхуючи механіка, сідає на його місце, в підсумку в цих змаганнях вперше в Європі виграла американська машина, Де Пальма фінішує другим, а Жюль Гукс — третім, причому, у Гукса була нова машина, з 2-літровим мотором.
Цей дволітровий автомобіль мав чотири циліндри і 16 клапанів, його потужність дорівнювала 80 к.с., на всіх колесах були присутні гальма, так само, як і на старшій 3-літровій версії.
Незабаром Гукс займає перше місце на Гран-прі Італії, що проходить в Брешії, в той же час Шассань і Де Пальма не доходять до фінішу, виступаючи на більш потужній 3-літровій машині.
У 1922 році 3-літрова машина займає третє місце в Інді 500, за кермом був Едді Херн, а Жюль Гукс сходить з траси. У цьому ж сезоні Гукс виступав в Тарга Флоріо, конкуренти були сильні, наприклад, команда фірми Mercedes виставила 6 компресорних гоночних автомобіля, проте не вони стали лідерами перегонів, а Мазетті, який теж виступав на «Мерседесі», але випущеному в 1914 році, під капотом було 4.5 л, другим прийшов Гукс на 2-літровому Ballot 2LS, він прийшов всього на хвилину і 47 секунд пізніше переможця, Гукс пошкодив гальма, плюс його машина була просто спортивною, а не спеціально підготовленою гоночною, як, наприклад, це були 3L/C.

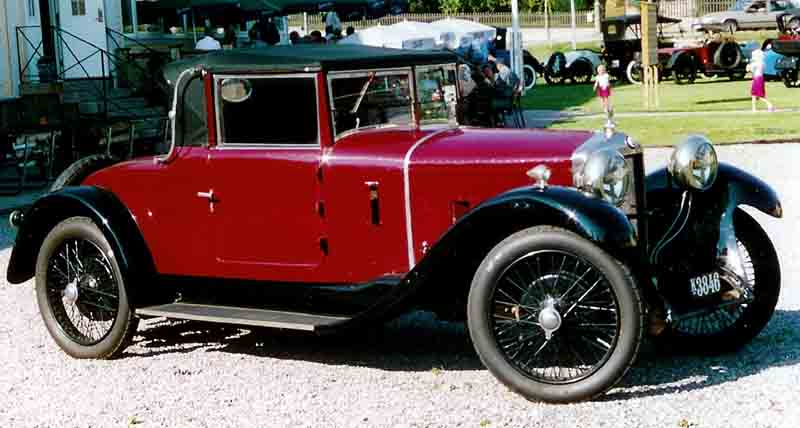
Ballot 2LTS Cabriolet

У 1922 році брати Балло вирішують продавати 2-літрові автомобілі всім охочим, проте ця маленька 2-літрова машина було занадто дорога, вона коштувала дорожче Rolls-Royce Twenty або Hispano-Suiza 27CV з куди більшими моторами, тому було вирішено випустити більш доступну цивільну версію — 2LT, цей мотор став одновальним з 8-ма клапанами, потужність впала до 40 сил, а завдяки 4-ступінчастій коробці машина може розвивати до 105 км/год. Однак Анрі не бажав займатися якимись простими з технічної точки зору автомобілями, і залишає компанію.

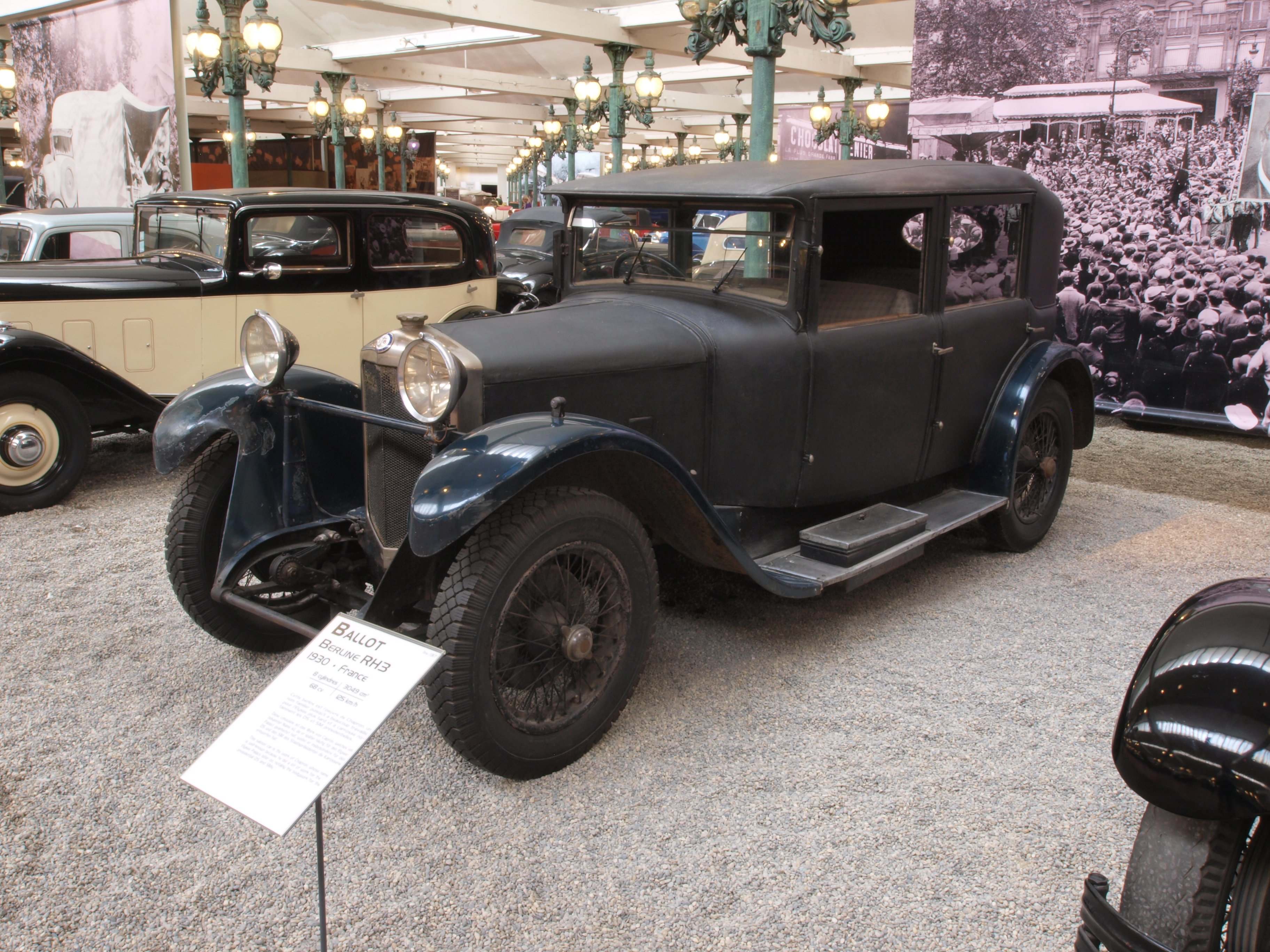
Ballot 2LTS Weymann Sedan

На його місце приходить Луї Жермен, він готує до 1924 року більш потужну версію 2LT — 2LTS, об'єм залишився колишнім, але потужність завдяки підвищеній компресії виросла до 50 сил, з цим мотором машина могла вже розвивати 120 км/год. Продажі цих двох моделей з одним валом досягли в цілому близько 1500 примірників, у той час як 2LS було продано всього 95 штук.
У 1926 році машини отримують підсилювач гальм системи Девандре, а через рік, щоб розширити модельний ряд фірми, яка покинула автоспорт, з'являється 6-циліндрова 2-літрова машина 2LT-6 15CV, однак нова машина, мотор якої був куди плавнішим і потужнішим однооб'ємного 4-циліндрового, не завоювала очікуваної популярності, і її продажі були мізерні, тим більше в кінці 1927 року дебютує 8-циліндрова машина — Type RH.

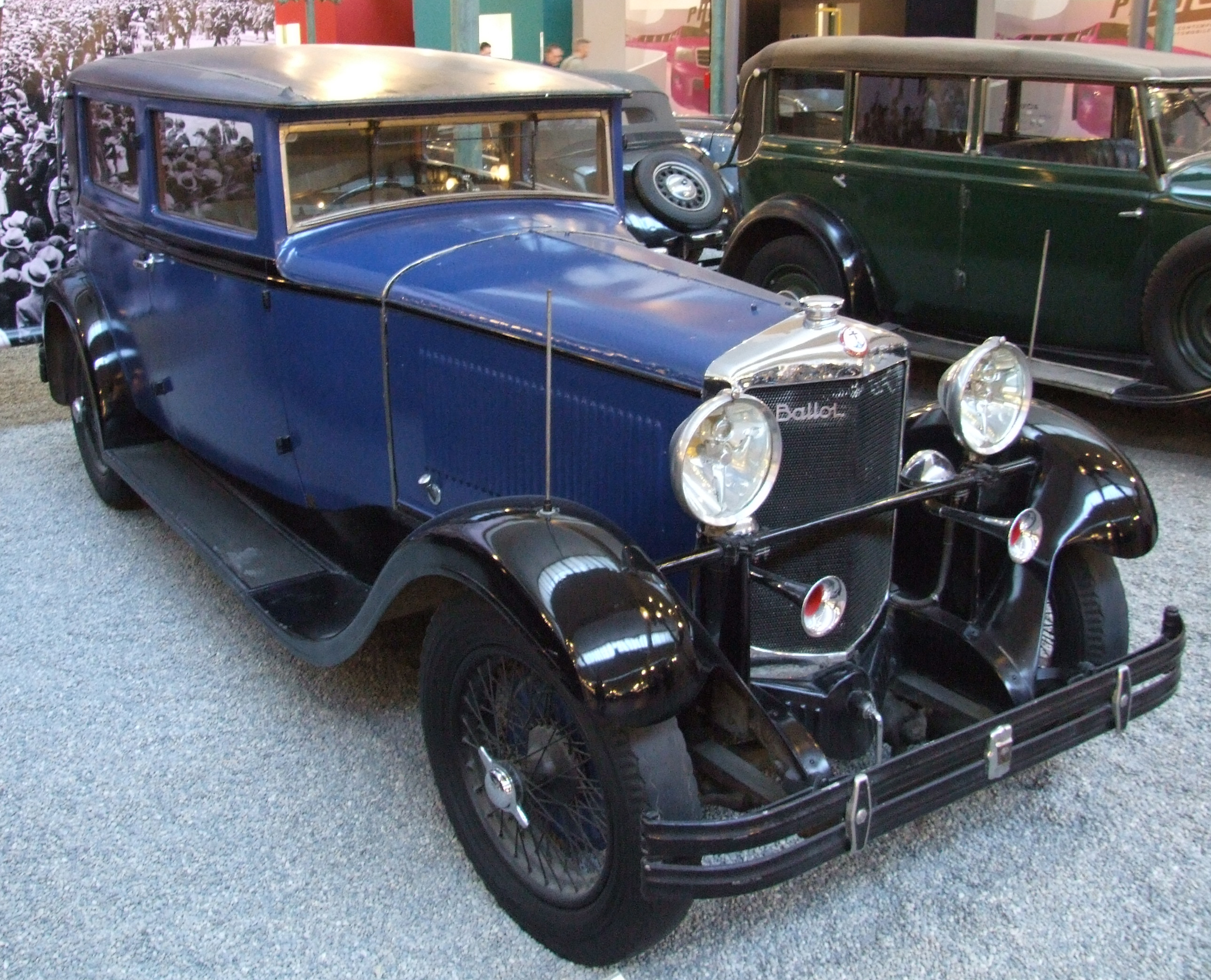
Ballot RH3 Brandone Aerosport Coupe

Нову машину спроектував новий інженер — Вадьє, мотор, об'ємом 2.6 л, був одновальним, але дуже плавним і з гнучкою характеристикою крутного моменту, до того ж 68-сильний мотор працював дуже тихо, проте ця машина не завоювала очікуваного успіху, оскільки потужність була недостатньою для автомобіля марки зі спортивним іміджем, залежно від кузова машина могла розвивати до 105 км/год, в 1928 році об'єм збільшують до 2.8 л (Type RH2), але й цього було мало, тому через рік мотор збільшують до 3-х літрів, а потужність — до 105 к.с., тепер машина може розганятися до 120 км/год, при цьому вона залишається досить економічною, витрачаючи 13-15 л на 100 км.

## Компанія Hispano-Ballot. Припинення виробництва автомобілів. Закриття компанії
Однак покупців дорогих машин мало цікавила витрата палива, навіть під час кризи, яка розгорілася, проблема була взагалі знайти покупця на свою продукцію, і фірма опинилася в складному економічному становищі. У 1930 році Марк Біркігт, який довгий час був акціонером цієї фірми, вирішує викупити компанію і приєднати до свого підприємства — Hispano-Suiza. Першим плодом спільного проекту стала установка 6-циліндрових 4.5 л моторів (від Hispano-Suiza T64) на шасі Ballot RH3, нові машини одержали назву Hispano-Ballot HS26. Нова торгова назву Hispano-Ballot протрималася до кінця 1931 року, коли вона була скасована, машина стала називатися Hispano-Suiza HS26 Junior, а виробничі потужності фірми Ballot сконцентрувалися на виробництві шасі і моторів для цієї машини, оскільки мотори до цього надходили з Барселони. Виробництво «гібрида» тривало до 1934 року, а через 4 роки закрилося і французьке відділення Hispano-Suiza, назавжди поховавши ім'я Ballot.

## Список автомобілів Ballot
- 1919 — Ballot Indy
- 1920 — Ballot 3L/C
- 1921 — Ballot 2LS
- 1922 — Ballot 2LT
- 1924 — Ballot 2LTS
- 1926 — Ballot 2LT-6
- 1927 — Ballot RH
- 1928 — Ballot RH2
- 1929 — Ballot RH3
- 1930 — Hispano-Ballot HS26